# La Vie en grand
Ne doit pas être confondu avec La Vie, en gros.
Pour plus de détails, voir Fiche technique et Distribution.
La Vie en grand est un film dramatique français réalisé par Mathieu Vadepied et sorti en 2015.

## Synopsis
Adama (Balamine Guirassy) est un adolescent de 14 ans. Il vit avec sa mère, Fatou (Léontina Fall), dans un petit deux-pièces en banlieue parisienne. Originaire du Sénégal, Adama n'a jamais mis les pieds en Afrique. À la maison, il doit pourtant jongler entre le poids des traditions et la loi française. Polygame, le père d'Adama vit avec sa deuxième femme. Adama a cinq demi-frères et sœurs plus jeunes que lui. Les ressources de la famille sont limitées. Le père ne peut assumer deux loyers pour les deux appartements. Analphabète et livrée à elle-même, Fatou enchaîne les ménages en intérim et les horaires de nuit. Adama l'accompagne dans toutes ses démarches administratives, car sa mère est incapable de signer son nom. Il est témoin de son humiliation et de son dévouement. Fatou vit dans l'attente du retour de son fils aîné, Djibril (Idrissa Diabaté). Le jeune homme a été renvoyé "au bled" par le père de famille, pour le punir d'avoir fréquenté les dealers du quartier. Au milieu de cet imbroglio familial, Adama se sent très seul. 
Au collège, Adama est en échec scolaire. Pourtant, c'est un élève intelligent et prometteur. Un jour, il se bat avec un camarade de classe pour une histoire de téléphone portable. La CPE (Joséphine de Meaux) lui adresse alors un ultimatum. Soit Adama obtient la moyenne au prochain trimestre, soit il est renvoyé. L'adolescent ne veut pas subir le même sort que son frère. Qui prendra soin de sa mère, qui l'aidera à dépouiller le courrier et à signer les papiers s'il n'est plus là ? Adama veut réagir, mais il ne sait pas comment faire. L'inspiration lui vient à travers Mamadou (Ali Bidanessy), un élève plus jeune que lui. Adama est censé lui servir de "tuteur". Un jour, Mamadou rapporte une barrette de haschich qu'il a trouvée par terre après une descente de police. Pour Adama, c'est l'occasion de reprendre pied. Avec Mamadou le bon élève, Adama se remet à étudier. Ses notes remontent un peu. Dans le même temps, les deux compères se lancent dans le trafic de cannabis pour le compte de Terrence (Aristide Tarnagda), le dealer du quartier qui travaillait autrefois avec Djibril. Adama veut "voir grand" pour son avenir, mais il prend beaucoup de risques...

## Fiche technique
- Titre : La Vie en grand
- Réalisation : Mathieu Vadepied
- Scénario : Mathieu Vadepied, Olivier Demangel et Vincent Poymiro
- Photographie : Bruno Romiguiere
- Montage : Marie-Pierre Frappier
- Décors : Aexandre Vivet
- Costumes : Anne-Sophie Gledhill
- Musique : Flemming Nordkrog
- Producteur : Bruno Nahon
  - Producteurs associés : Éric Toledano et Olivier Nakache
- Société de production : Unité de production, Ten Films, Gaumont et France 3 Cinéma
- Distributeur : Gaumont Distribution
- Pays d'origine :  France
- Genre : drame
- Durée : 93 minutes
- Date de sortie :
  -  France : 16 septembre 2015

## Distribution
- Balamine Guirassy : Adama
- Ali Bidanessy : Mamadou
- Guillaume Gouix : Stanislas Mauger
- Joséphine de Meaux : la CPE
- Léontina Fall : Fatou
- Adama Camara : Salif
- Aristide Tarnagda : Terrence
- Bakary Dramé : Harry
- Idrissa Diabaté : Djibril, le grand frère d'Adama
- Vincent Rottiers : l'homme du parking
- Marion Ploquin : la prof de français